# Teresa Capella i Martí
Teresa Capella i Martí (Terrassa, 15 de maig de 1945) és una joiera i orfebre.
Formada a l'Escola d'Arts i Oficis de Terrassa, de 1961 a 1963, i a l'Escola Massana de Barcelona, de 1964 a 1968, obtingué el títol de graduada en Arts Aplicades el 1968, en l’especialitat de joieria. Fou una de les primeres joieres que, a finals dels anys 60, viatjaren a la Kunst und Werkschule de Pforzheim, per desenvolupar un tipus de joieria allunyada de les tradicionals funcions d'ostentació. Aquest corrent experimental anomenat Nova Joieria atorga a la joia valors plàstics i expressius utilitzant gran varietat de materials.
Completà la seva formació a la Staatliche Akademie für Werkkunst und Mode de Berlín i des de llavors Teresa Capella s'ha mantingut activa desenvolupant el seu propi llenguatge formal. El 1974 inaugura a Berlín, juntament amb H. Leicht i W. Krüger, la Galeria Ophir, dedicada a la joieria i a les arts gràfiques. El 1978 retornava a Catalunya per obrir un taller de joieria a Matadepera i, al 1982, la galeria-botiga La Vitrina. Ha participat en moltes exposicions de joieria contemporània a Espanya i arreu del món: França, Holanda, Japó i Suïssa. Hi ha obra seva en diversos museus d’Europa.